# Partito Comunista del Sudan del Sud
Il Partito Comunista del Sudan del Sud è un partito politico comunista del Sudan del Sud.

## Storia
È stato costituito nel giugno 2011, come ramo meridionale del Partito Comunista Sudanese, da cui si separa in seguito all'indipendenza del Sudan del Sud. La fondazione del nuovo partito è stata dichiarata in una riunione presso la sede del partito comunista sudanese a Khartoum. Joseph Wol Modesto è il segretario generale del partito.
Il partito ha partecipato nel 2013 al Seminario Comunista Internazionale a Bruxelles.

## Leader
- Joseph Wol Modesto[9][10] (2011 - in carica)